# Classe Kirov (incrociatore 1936)
I Kirov (progetto 26) furono la prima classe di incrociatori realizzati in Unione Sovietica dopo la rivoluzione. Progettati con l'assistenza italiana, ne vennero costruiti sei esemplari in due versioni ed entrarono in servizio tra il 1938 ed il 1944.

## Sviluppo
La decisione di costruire nuove classi di moderne unità di grandi dimensioni venne presa dai vertici della Marina Sovietica all'inizio degli anni trenta. In quel periodo, la marina era stata fortemente danneggiata dalla rivoluzione, e gran parte delle navi risaliva all'epoca degli zar.
Vista la scarsa esperienza che i sovietici avevano nella progettazione e nella costruzione delle grandi unità (molti ingegneri navali erano fuggiti oppure erano rimasti uccisi), si decise di ricorrere all'assistenza di Paesi esteri. In particolare, ci si rivolse all'italiana Ansaldo. Questa contribuì alla progettazione di un incrociatore leggero da 7.200 tonnellate, basato sul progetto dell'italiano Montecuccoli. La costruzione sarebbe dovuta avvenire in Unione Sovietica, ma utilizzando componentistica italiana (caldaie e turbine in particolare). Le versioni realizzate, sulla base di tale progetto, furono due.

### Progetto 26
Il progetto definitivo venne approvato nel 1934 e ricevette la denominazione di "progetto 26". Il requisito iniziale prevedeva la costruzione di due unità.
La costruzione della prima nave fu però piuttosto lenta, a causa della scarsa esperienza sovietica nella costruzione di grandi unità e per il fatto che vennero apportati numerosi cambiamenti rispetto al progetto originale (cambiamenti che comportarono un aumento del dislocamento).
Quando il Kirov venne completato, nel 1938, era la più grande nave da guerra mai costruita dai tempi della rivoluzione. Questa venne poi seguita da una seconda nave, il Voroshilov, che presentava differenze per quanto riguardava l'armamento ed i motori. Quest'ultima unità venne completata nel 1940.

### Progetto 26B
Mentre procedevano i lavori delle prime due unità, venne progettata una versione modificata dei Kirov, che ricevette il nome di progetto 26B. I primi due vennero iniziati nel 1936, ed altrettanti nel 1939. Dal punto di vista progettuale, erano quasi uguali ai predecessori, con la differenza però che erano provvisti di una protezione migliore. Tuttavia, anche questi presentarono differenze tra loro, in particolare per l'armamento. Questa versione ricevette il nome di classe Maksim Gor'kij.

## Tecnica
Il progetto iniziale venne fortemente modificato, in particolare per quanto riguarda l'armamento. Infatti, in origine i Kirov avrebbero dovuto montare sei cannoni da 152mm in tre torri binate. Invece, i vertici della Marina Sovietica richiesero l'installazione di nove pezzi da 180mm, utilizzando le stesse torri previste per i 152mm. Il risultato di tale decisione fu che le torri erano troppo piccole, con ovvi problemi di abitabilità per gli inservienti dei pezzi. Inoltre, a causa dell'inesperienza sovietica, venne aggiunta numerosa componentistica “locale” che nel progetto originario non era prevista.
Il risultato di tali modifiche fu che il dislocamento risultò aumentato del 10% rispetto al progetto originario, e nonostante l'utilizzo dell'ottimo impianto propulsivo italiano, la velocità effettiva risultò inferiore di un nodo rispetto alle previsioni del progetto. In pratica, queste navi risultarono troppo grosse e sotto potenziate, anche se avevano un armamento estremamente potente per le loro dimensioni.
Le stesse navi presentavano tra loro molte differenze, in particolare per quanto riguardava l'armamento.

## Servizio
I Kirov presero parte alla seconda guerra mondiale. Il Kirov ed il Maxim Gorky militarono nella Flotta del Baltico, mentre il Voroshilov ed il Molotov combatterono nel Mar Nero per la difesa di Sebastopoli. Le ultime due unità, nonostante fossero state completate durante la guerra, non vennero mai impiegate in azione. Tutte le unità della classe, l'ultimo anno di guerra, vennero modificate per l'impiego di aerei.

### Classe Kirov

#### Kirov
I lavori per la sua costruzione iniziarono a Leningrado il 22 ottobre 1935. Il 30 novembre 1936 l'incrociatore venne varato e fu completato il 23 settembre 1938. Utilizzato contro i finlandesi durante la guerra d'inverno, fu la nave ammiraglia durante le operazioni di evacuazione della flotta sovietica da Tallinn verso Leningrado, in un'operazione in cui affondarono 50 navi. Il Kirov, affondato il 4 aprile 1942 da aerei tedeschi, venne riparato nel 1943 e nel giugno 1944 appoggiò l'attacco sovietico su Vyborg.
Durante gli anni sessanta, fu utilizzato come nave scuola. Venne radiato nei primi anni settanta e demolito nel 1974; due sue torri di artiglieria sono oggi conservate a San Pietroburgo come monumento.
La nave era intitolata al rivoluzionario russo Sergej Mironovič Kirov.

#### Vorošilov
Costruito a Nikolaev, i lavori iniziarono il 20 dicembre 1936. La nave venne varata il 28 giugno 1939 e completata il 20 giugno 1940. Rispetto al capoclasse, il Vorošilov venne modificato con l'installazione di ulteriori 10 cannoni da 37mm antiaerei, oltre che di un'altra coppia di cannoni da 100mm ed inoltre, la capacità di carico mine venne incrementata a 164 ed i motori furono potenziati, portando così la velocità massima raggiungibile a 37 nodi. La nave venne colpita da bombe di aereo il 31 ottobre 1941, rimanendo fuori servizio fino al febbraio 1942.
Dopo il conflitto ebbe tra i suoi comandanti Semën Michailovič Lobov, che nel 1970 avrebbe conseguito il grado di Ammiraglio della Flotta.
Il Vorošilov venne demolito nel 1973. L'elica e l'ancora sono conservati a Sebastopoli.
La nave era intitolata al militare e uomo politico russo Kliment Efremovič Vorošilov, che sarebbe stato uno dei primi a raggiungere il grado di Maresciallo dell'Unione Sovietica.

immagini di Kirov e Vorošilov
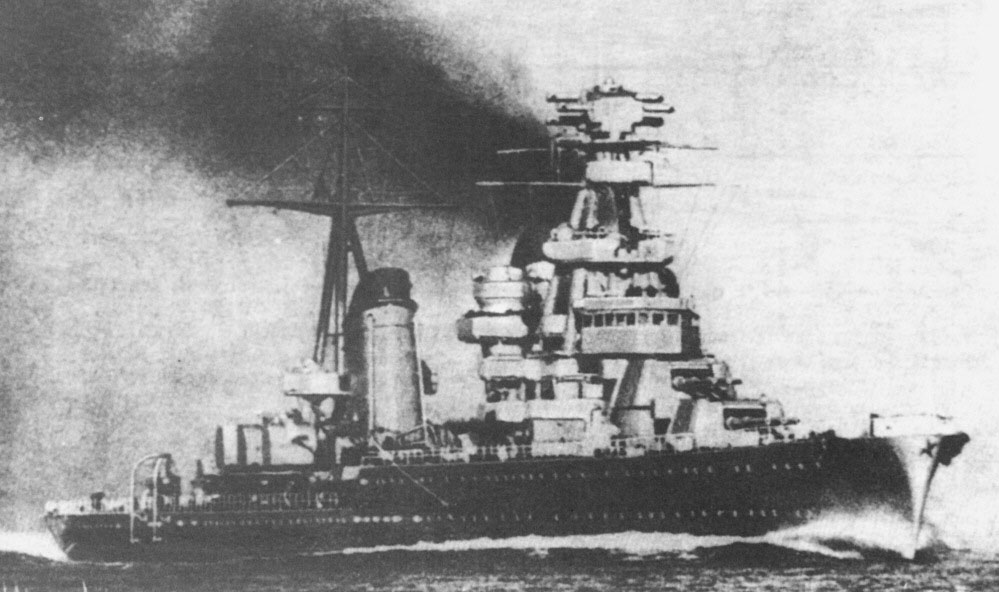
Il Kirov negli anni trenta
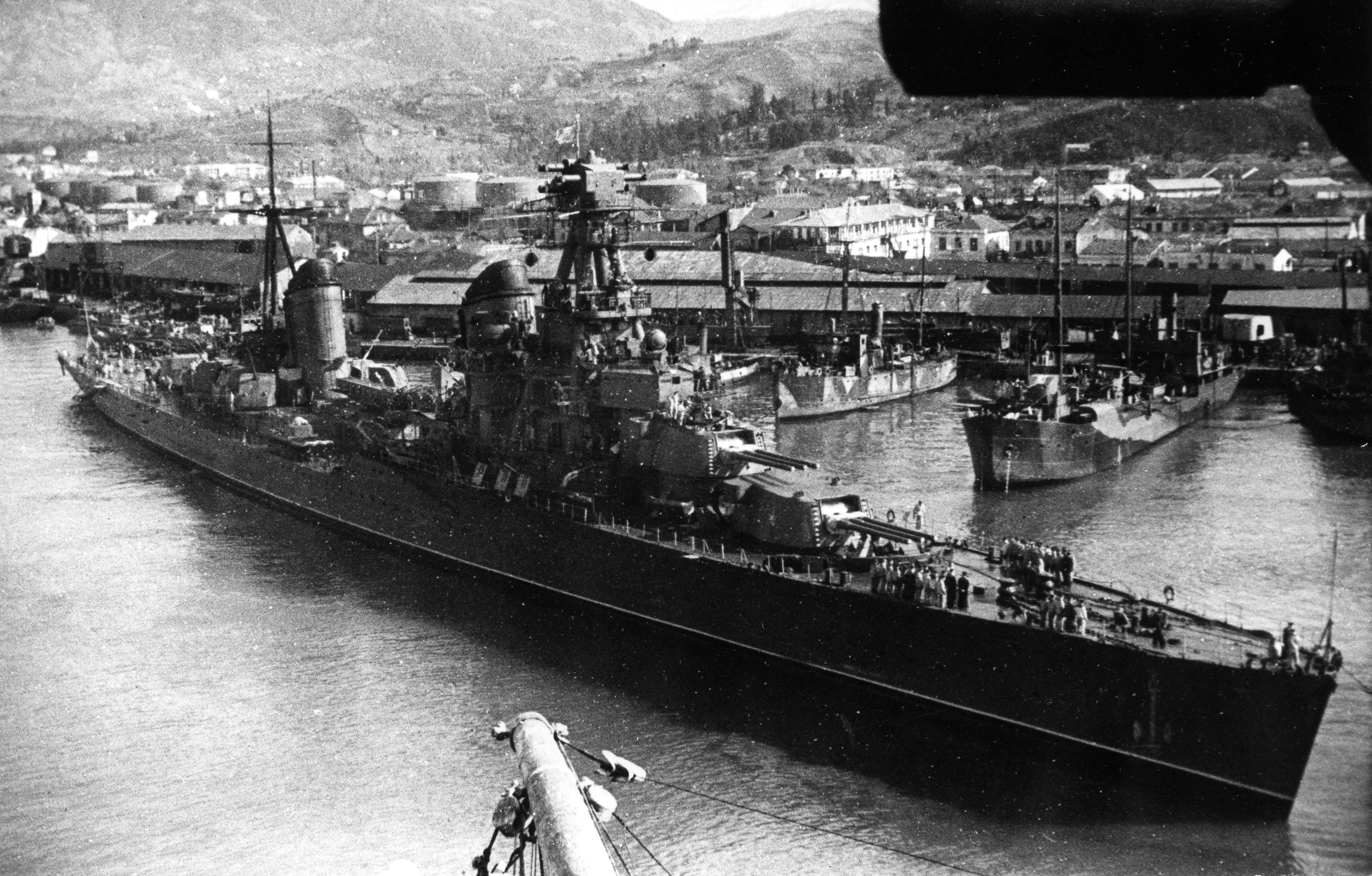
Il Vorošilov nel 1942 a Batumi

### Classe Maxim Gor'kij

#### Maksim Gor'kij
La sua costruzione venne iniziata a Leningrado il 20 dicembre 1936, e, varato il 30 aprile 1938, venne completato il 12 novembre 1940. Durante la seconda guerra mondiale prestò servizio nel Mar Baltico. Venne demolito nel 1958.
La nave era intitolata allo scrittore e drammaturgo russo Aleksej Maksimovič Peškov (in russo Алексей Максимович Пешков?) noto con lo pseudonimo di Maksim Gor'kij (cirillico: Максим Горький che in russo significa Amaro ) che è considerato il padre del realismo socialista.

#### Molotov
Costruito a Nikolaev, i lavori di costruzione iniziarono nel novembre 1936 e, varato il 23 febbraio 1939, venne completato il 14 giugno 1941. Durante la guerra, venne installato un radar di fabbricazione inglese. Nel corso del conflitto ebbe tra i suoi comandanti Jurij Zinov'ev (in russo: Юрий Зиновьев) che aveva iniziato la sua carriera come semplice marinaio durante il primo conflitto mondiale e dopo che dalla primavera del 1942 venne destinato al comando della nave da battaglia Parižskaja Kommuna, nel 1949 venne designato al comando della corazzata Novorossijsk, che l'Unione Sovietica aveva ottenuto dall'Italia dal trattato di pace in conto riparazione danni di guerra, ma giunto nella base italiana di Augusta all'inizio di gennaio 1949 non fece in tempo ad assumere il comando di quella che nella Regia Marina era stata la corazzata Giulio Cesare, in quanto il 19 gennaio, pochi giorni prima che la nave fosse consegnata ai sovietici, morì improvvisamente a causa di un attacco cardiaco e venne sostituito dal Capitano di 1º rango Boris Beljaev che nel corso del conflitto aveva comandato il cacciatorpediniere Baku, una squadriglia di cacciatorpediniere e dall'aprile 1944 l'incrociatore Murmansk Nella notte del 28-29 ottobre 1955 l'equipaggio della nave prestò soccorso a Sebastopoli alla corazzata Novorossijsk, esplosa mentre era ormeggiata, e cinque uomini dell'equipaggio del Molotov persero la vita quando la corazzata, circa tre ore dopo l'esplosione si capovolse. La nave era intitolata Vjačeslav Michajlovič Molotov Presidente del Consiglio dei commissari del popolo dal 1930 al 1941 e Ministro degli Esteri dell'Unione Sovietica dal 1939 al 1956. Il 3 agosto 1957 la nave venne ribattezzata Slava (gloria), in quanto in seguito al processo di destalinizzazione avviato da Chruščёv, Molotov, estromesso da ogni carica, nel 1957, insieme ad altri esponenti stalinisti come Kaganovič, aveva tentato un colpo interno al partito per estromettere Khruščёv, ma il tentativo fu denunciato da Chruščёv in giugno e fallì, fornendo a Khruščёv il pretesto per espellere Molotov dal Presidium e dal Comitato Centrale del Partito.
La nave venne poi demolita negli anni settanta.

#### Kaganovič
I lavori di costruzione iniziarono a Komsomol'sk-na-Amure il 26 agosto 1938, e varato il 7 maggio 1944, entrò in servizio il 6 dicembre dello stesso anno nella Flotta del Pacifico non ancora completato; mai utilizzato in operazioni belliche attive, venne armato con otto cannoni da 85mm in sostituzione dei cannoni da 100mm, in funzione antiaerea e completato solamente il 26 agosto 1947. Inizialmente battezzato Kaganovič in onore dei fratelli Kaganovič, quando uno dei fratelli cadde in disgrazia scegliendo il suicidio, il 3 agosto 1945 venne intitolato solamente ad uno dei fratelli, Lazar' Moiseevič Kaganovič membro del Comitato Centrale del PCUS e cognato di Stalin. Il 3 agosto 1957 venne ribattezzato Petropavlovsk, in quanto Kaganovič, con la salita al potere di Chruščёv, venne implicato nel processo di destalinizzazione e in quello stesso anno, insieme ad altri esponenti stalinisti, come Molotov aveva tentato un colpo interno al partito per estromettere Khruščёv; il 19 settembre dello stesso anno la nave venne coinvolta in un tifone subendo gravi danni ed il 6 febbraio 1960 venne radiata e venduta per demolizione.

#### Kalinin
Costruito a Komsomol'sk-na-Amure a partire dal 1939, venne varato nell'aprile 1943 e completato alla fine dello stesso anno; mai impiegato in azione, ricevette, come il Kaganovič, i cannoni da 85mm antiaerei; venne demolito negli anni sessanta.
La nave era intitolata al rivoluzionario bolscevico Michail Ivanovič Kalinin che all'epoca della costruzione della nave era Presidente del Presidium del Soviet Supremo dell'URSS, incarico che ricopriva dal 17 gennaio 1938 e che avrebbe ricoperto fino al 19 marzo 1946, qualche mese prima della sua morte, avvenuta il 3 giugno dello stesso anno; in precedenza Kalinin aveva ricoperto l'incarico di Presidente del Comitato Esecutivo Centrale di tutti i Congressi dei Soviet dal 30 marzo 1919 al 30 dicembre 1922 e quello di Presidente del Comitato Esecutivo Centrale del Soviet Supremo dal 30 dicembre 1922 al 19 luglio 1938.

immagini di Maksim Gor'kij, Kaganovič e Molotov
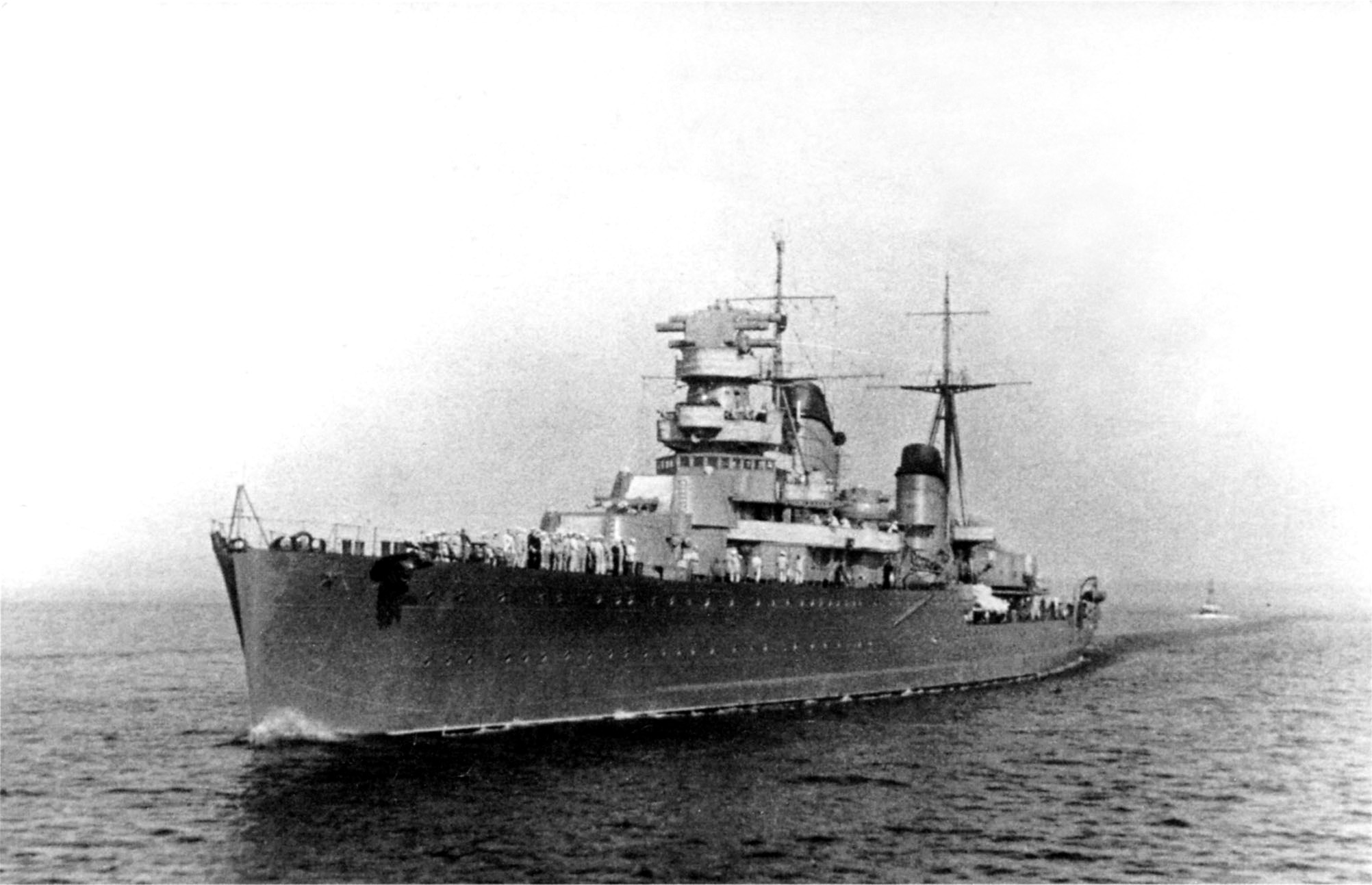
Il Maxim Gor'kij nel 1941
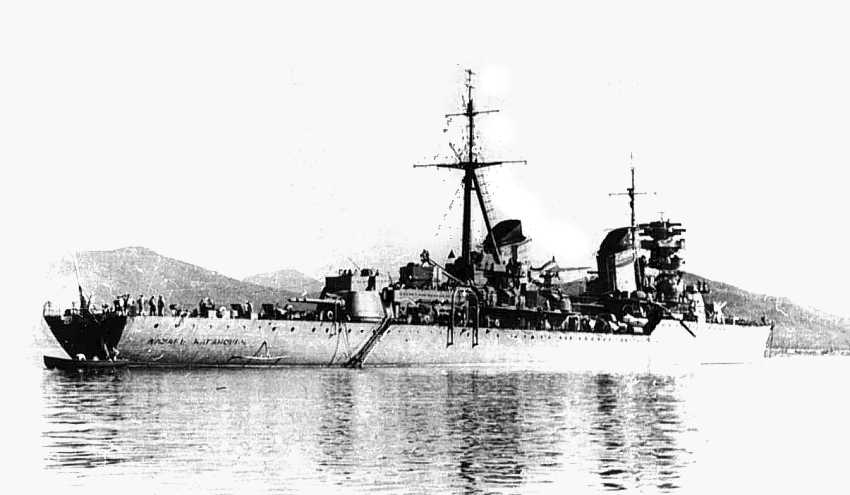
Il Kaganovič nel 1941
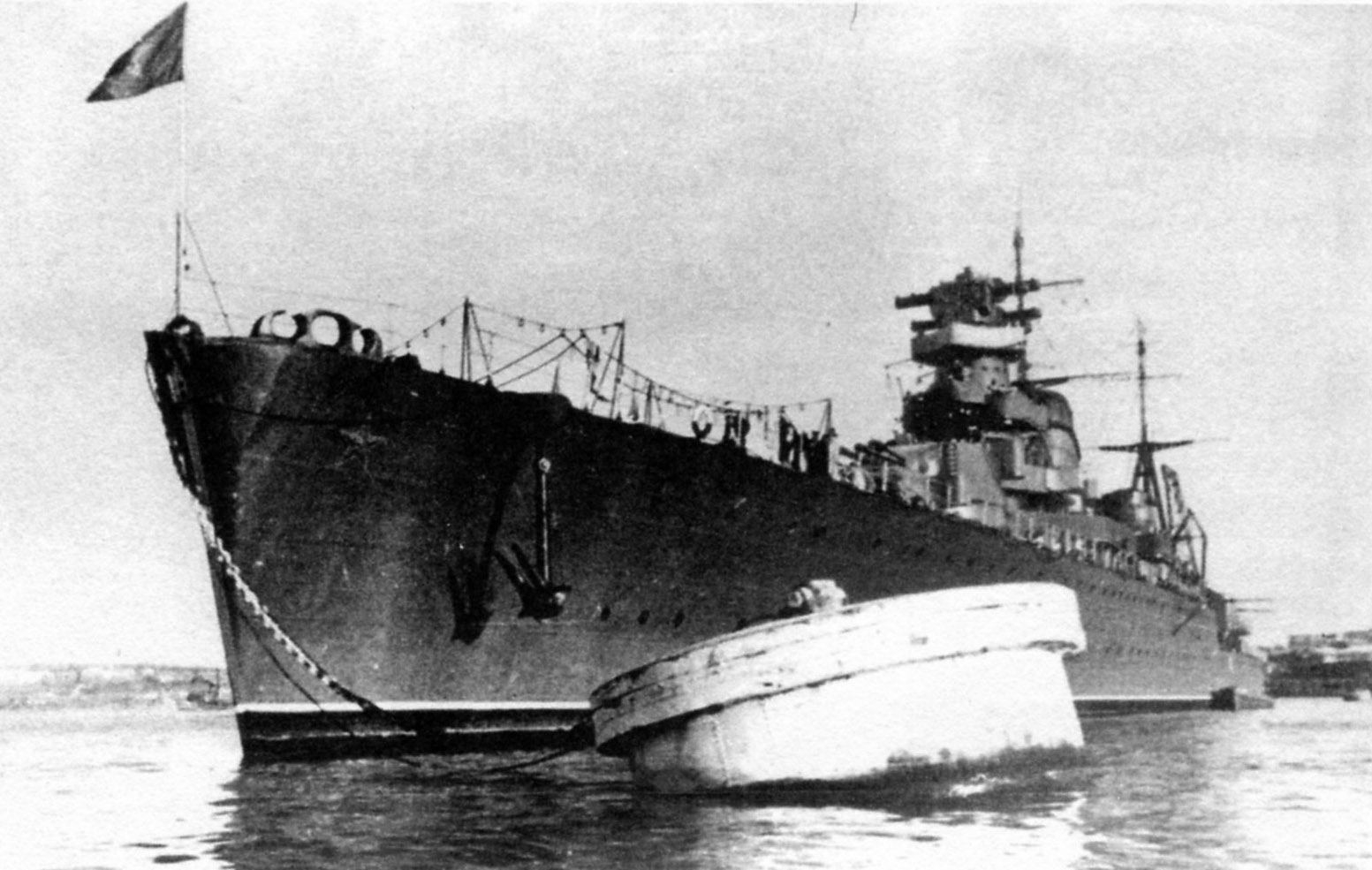
L'incrociatore Molotov nel 1941